# 13927 Grundy
13927 Grundy este un asteroid din centura principală de asteroizi.

## Descriere
13927 Grundy este un asteroid din centura principală de asteroizi. A fost descoperit pe 26 septembrie 1987 la Flagstaff de Edward L. G. Bowell. El prezintă o orbită caracterizată de o semiaxă mare de 2,32 ua, o excentricitate de 0,16 și o înclinație de 9,2° în raport cu ecliptica.